# テトロドトキシン
テトロドトキシン (tetrodotoxin, TTX) は化学式C11H17N3O8 で表され、ビブリオ属やシュードモナス属などの一部の細菌によって生産されるアルカロイドである。一般にフグの毒として知られるが、他にアカハライモリ、ツムギハゼ、ヒョウモンダコ、スベスベマンジュウガニなど幾つかの生物もこの毒をもっている。分子量は319.27。名称はフグ科に由来する。

## 類縁体
天然からは少なくとも26種類のTTX類縁体が単離されている。以下にその一部を示す。
- 4-エピテトロドトキシン
- 6-エピテトロドトキシン
- 11-デオキシテトロドトキシン
- 11-ノルテトロドトキシン-6(R)-オール
- 11-ノルテトロドトキシン-6(S)-オール
- 11-ノルテトロドトキシン-6,6-ジオール
- 11-オキソテトロドトキシン

### 分析方法
毒成分の分析にはHPLC-蛍光検出法やLC-MSまたはLC-MS/MS法を用いる。

## 毒性
- マウス経口 LD50 0.01 mg/kg
- マウス皮下 LD50 0.0085 mg/kg

非常に熱に強く、テトロドトキシンは300 ℃以上に加熱しても、分解されないので注意が必要である。ヒトの経口摂取による致死量は1–2mgで、経口摂取では青酸カリの850倍程度の毒性を持つ。

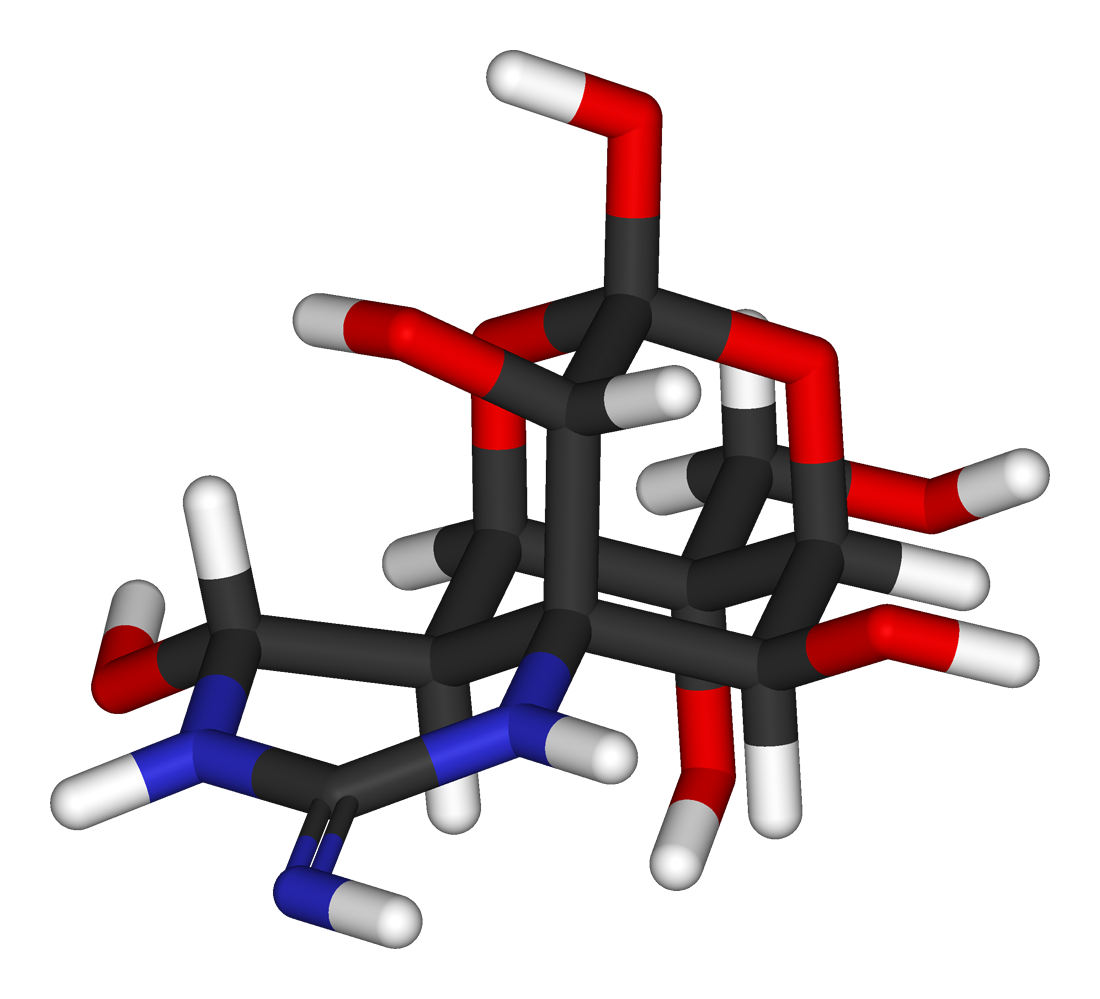
3D表示
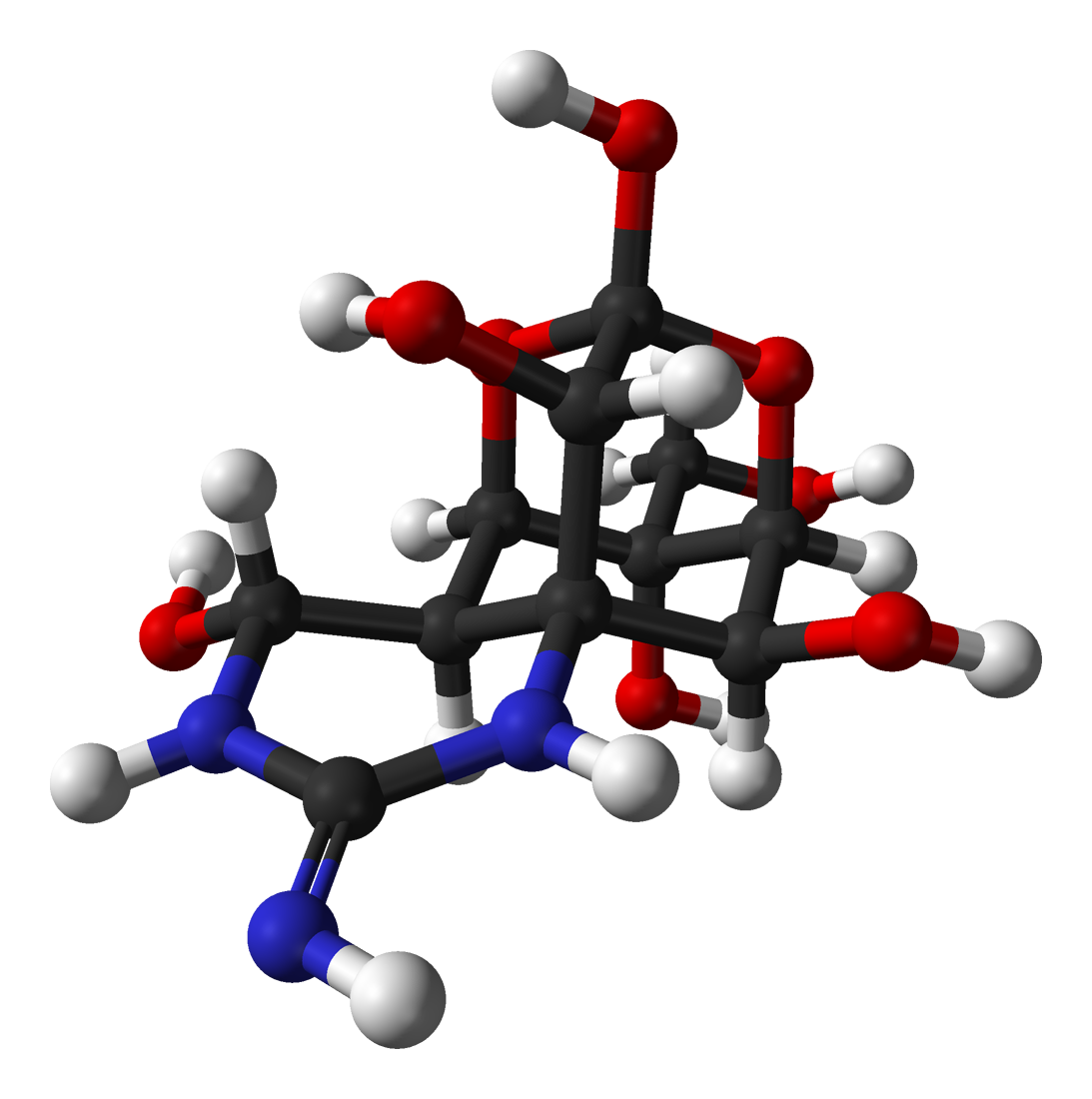
CPKモデル

## 単離・構造決定
1887年、高橋順太郎（東京帝国大学）と猪子吉人が共にフグ毒の研究を始め、1889年にフグ毒が生魚の体内にあること、水に解けやすいことなどから、高橋はそれがタンパク質（酵素）様のものでないことを証明し、毒力表を作成した。（水溶性のタンパク質も存在するため以上の説明では証明できない。もっと詳しく書く必要がある。）
1909年、田原良純（東京帝国大学）によりフグ毒成分が世界で初めて単離され、テトロドトキシンと命名された。なお、名称は Tetrodon（フグ科のタイプ属、現在はTetraodonが綴りとして一般的）と toxin（毒）の合成語である。しかしその複雑な構造や化学的不安定性から構造決定は難航した。田原による方法で得られた毒は、LD50 4.1 mg/kg（マウス）と現在の致死量 LD50 8-9μg/kgから換算すると、毒含量はわずか0.2%程度である。
1964年、平田義正（名古屋大学）、津田恭介（東京大学）、ロバート・バーンズ・ウッドワード（ハーバード大学）の3グループが独立に構造決定を行った。同年京都市で開催されたIUPAC国際天然物化学会議において、この3者が同時に同じ構造を発表している。また、同じセッションに登壇したスタンフォード大学のハリー・モッシャーは、カリフォルニアイモリ (Taricha torosa) の毒がテトロドトキシンと同一であることを示してマフグ科のふぐだけに存在するものではないことを初めて示した。1970年に、X線結晶構造解析により絶対配置が決定された。

## 全合成
1972年に岸義人（名古屋大学、当時）が、D,L-テトロドトキシン（ラセミ体）の全合成に成功した。2003年には磯部稔・西川俊夫（名古屋大学）らと J. Du Bois（スタンフォード大学）が別々に初の不斉全合成を達成している。磯部らの全合成はディールス・アルダー反応を鍵反応としており、Du BoisらはC-H結合活性化を用いている。神奈川大学（東京工業大学）の佐藤憲一 (化学者)は独自に開発した分枝鎖構築法を用いて3つの異なるルートで全合成に成功している。

## 生物がもつ毒
テトロドトキシンはトラフグやクサフグに代表されるフグ毒の成分で、もともと細菌が生産したものが、餌となるヒトデ類、貝類を通して生物濃縮され体内に蓄積されたものと考えられている。フグやイモリなどの保有生物はテトロドトキシンに対し高い耐性を持っているため、保有生物自身が中毒死することはない。これは自然に蓄積する濃度のテトロドトキシンに耐えられるという意味で、作用点となるイオンチャネルの形が他の動物と違うのである。しかし人為的に高濃度のテトロドトキシンを与えれば中毒死する。

### フグ毒と毒化に関する研究
季節により毒の量が変わり、種によって毒化する部位が異なる。餌の種類を変えて養殖すると、同じ種であってもフグ毒が少なかったり、全くない場合がある。
無毒の養殖フグの群れの中に、毒を持つ天然種を放流すると無毒の群れも毒性を帯びることもある。TTX生産菌のVibrio alginolyticusがクサフグの消化管内に生息しているが、腸内細菌の一つとして生息している可能性がある。フグは、TTXを含む餌を好んで摂食していることから、フェロモン的な作用も持っているとも考えられる。TTX耐性の低い種は積極的にTTXを排出している。また、繁殖期に蓄積された毒は孵化仔魚に受け継がれ、孵化仔魚を襲った魚が吐き出す行動から忌避物質としての役割があるものと考えられている。
石川県名産の河豚の卵巣の糠漬けの毒素分解の仕組みは未だ不明である。フグ卵巣糠漬では、食用可能な状態にまで減毒している理由として、古くから塩漬・糠漬中に卵巣から毒が桶に拡散するためと説明されているものの、何がどのように作用するかの解明には至っていない。糠漬け1年後には総毒量が10分の1ほどに減少しており、東京海洋大学は微生物の関与を調査したが、微生物のフグ毒の毒力減少への関与は認められていない。フグ毒については未だ解明されていない部分が多いのが実情である。

### 耐性
いくつかの生物では、耐性の仕組みが解明されつつある。
- ヒガンフグの肝臓中で、TTX はグルタチオン、システインに抱合され無毒化。
- ヒガンフグの血漿中には、TTXおよびサキシトキシン (STX) と結合する糖タンパク質 (PSTBP) が存在し、TTXと結合することでTTXの血中濃度が低下する。サキシトキシンは貝毒の原因物質のひとつ。
- ヒガンフグのナトリウムチャネルは、ラットと比較するとH-STXが結合しにくい。

### フグ以外の主な保有生物
ここに記載されている生物全てが常にTTXを蓄積している訳ではなく、生息域や季節で保有の有無や毒の量は変化する。
- 両生類
  - ヒキガエル科のうちAtelopus 属のカエル
  - Taricha 属のイモリ : Taricha granulosa、カリフォルニアイモリ[29]
  - アカハライモリ[37]
- 魚類
  - ツムギハゼ : フィリピン、台湾などに生息。
- 甲殻類
  - スベスベマンジュウガニ[38]、ウモレオウギガニ
- 鋏角類
  - カブトガニ[39]
- タコ類
  - ヒョウモンダコ類
- ヒトデ類、貝類
  - トゲモミジガイ、ハナムシロガイ、キンシバイ、ボウシュウボラ

### 毒の蓄積の適応的意義
フグマフグなど皮膚から分泌する種が知られ、また多くの魚食性の魚類が味覚でテトロドトキシンを感じて忌避していることから捕食者の回避、また卵巣に蓄積する種が多いことから、卵を捕食されることを防ぐ意義があると考える説がある。また、フェロモン的な作用で産卵期にメスがオスを誘引する。
ヒョウモンダコ餌のカニなどを捕獲する際に、顎板でかみついてから毒素を唾液腺から分泌して体内に注入し、獲物を麻痺させている。
カリフォルニアイモリ皮膚からの分泌を行い、捕食者の回避を行っているとされる。

## 中毒

### 外傷性中毒
ヒョウモンダコによる咬傷。

### 食中毒
毒化した魚介類の有毒部位の摂食により発症する。家庭での素人料理が原因になることが多い。そのため日本では、中毒を防止するために食品衛生法により都道府県知事等が認めた者及び施設に限って取り扱うこととされている。フグ#流通に関わる関連法規 も参照。
| 年次 | 発生件数（件） | 患者数（人） | 死者数（人） |
| ---- | -------------- | ------------ | ------------ |
| 2001 | 31             | 52           | 3            |
| 2002 | 37             | 56           | 6            |
| 2003 | 38             | 50           | 3            |
| 2004 | 44             | 61           | 2            |
| 2005 | 40             | 49           | 2            |
| 2006 | 26             | 33           | 1            |
| 2007 | 29             | 44           | 3            |
| 2008 | 40             | 56           | 3            |
| 2009 | 24             | 50           | 0            |
| 2010 | 27             | 34           | 0            |
| 2011 | 17             | 21           | 1            |
| 2012 | 14             | 18           | 0            |
| 2013 | 16             | 21           | 0            |
| 2014 | 27             | 33           | 1            |
| 2015 | 29             | 46           | 1            |
| 2016 | 17             | 31           | 0            |
| 2017 | 19             | 22           | 0            |
| 2018 | 14             | 19           | 0            |
| 2019 | 15             | 18           | 1            |
| 2020 | 20             | 26           | 1            |

#### 臨床所見
神経毒であるテトロドトキシンは神経細胞や筋線維の細胞膜に存在する電位依存性ナトリウムチャネルを抑制することで、活動電位の発生と伝導を抑制する。そのため、フグ毒の摂取による主な症状は麻痺である。

#### 症状
摂食後の20分程度から数時間で症状が現れる。意識が明瞭なままで進行性の運動麻痺、知覚異常、自律神経障害が発生し、その後外見上の昏睡状態になる。麻痺が呼吸筋にまで及ぶと死亡する場合が多い。テトロドトキシンは血液脳関門を通過しにくい物質であるため、中毒における意識障害はテトロドトキシンの中枢神経系への直接作用ではなく、末梢神経での伝導抑制により外的刺激に対して反応することができない状態であると考える。そのため、中毒者の脳波や聴性脳幹反応は正常の状態であり、回復した中毒者への問診によれば、昏睡状態に見えるときでも意識は保たれ、治療の経過を正しく記憶することもできる。
第1段階
指先や口唇部および舌端に軽い痺れ。目眩により歩行困難。頭痛や腹痛の場合も有り。
第2段階
運動麻痺が進行、嘔吐、知覚麻痺、言語障害、呼吸困難、血圧降下。
第3段階
全身の麻痺症状、骨格筋の弛緩、呼吸困難及び血圧降下が進行。
第4段階
意識の消失、呼吸停止。死亡。（但し、呼吸停止後も暫くは心臓の拍動が続くことがある）

### 処置方法
拮抗薬や特異療法が存在せず、解毒方法も見つかっていない。アコニチンなど逆にナトリウムチャネルを活性化する化合物はテトロドトキシンの作用を抑制するが、それ自身も毒であるため、いずれにせよ死に至る。テトロドトキシンは、臨床所見の項にもあるように、神経伝達を遮断して麻痺を起こす。このため、脳からの呼吸に関する指令が遮られ、呼吸器系の障害が起き、それが死につながるのである。しかし、素早く人工呼吸などの適切な処置がなされれば救命率は高いとされる。体内に吸収されたテトロドトキシンは、人体内で代謝によって分解されて無毒化されて排出される。テトロドトキシンは、神経自体を破壊しているわけではないので、排出さえされれば神経伝達が再開するからである。平たく言えば、麻痺症状が現れたときに間髪入れずに人工呼吸を施し、テトロドトキシンが無毒化排出されて、神経伝達の遮断（麻痺）がなくなるまで人工呼吸を続ければよいのである。しかし現実には、麻痺が出たときに間髪入れずに人工呼吸をすることが非常に難しい。

## 神経保護作用
シアン化ナトリウムの神経毒に対し、テトロドトキシンは 1 µM 濃度以上で神経保護が発現する。ベラトリジンの神経毒に対するテトロドトキシンの神経保護作用は IC50=30 nM 。

## 文献
- 津田恭介「フグ毒テトロドトキシン」『化学と生物』第2巻第1号、1964年、42-43頁、NAID 40017568374。 (要購読契約)
- 小倉保己「テトロドトキシン (生物由来の神経毒<特集>)」『神経研究の進歩』第24巻第5号、医学書院、1980年10月、860-869頁、ISSN 00018724、NAID 40001885298。 (要購読契約)
- 成田弘子, 奈良正人, 馬場啓輔, 大上皓久, 阿井敬雄, 野口玉雄, 橋本周久「ボウシュウボラにおけるテトロドトキシン毒化試験」『食品衛生学雑誌』第25巻第3号、日本食品衛生学会、1984年、251-255_1、doi:10.3358/shokueishi.25.251、ISSN 0015-6426、NAID 130003692479。
- 安元健「フグ毒テトロドトキシンをつくるバクテリアはやはりいる」『化学と生物』第34巻第12号、日本農芸化学会、1996年、837-839頁、doi:10.1271/kagakutoseibutsu1962.34.837、ISSN 0453-073X、NAID 130004808223。
- 堀江正一, 石井里枝, 小林進, 中澤裕之「LC/MSによるフグ毒テトロドトキシンの分析」『食品衛生学雑誌』第43巻第4号、日本食品衛生学会、2002年8月、234-238頁、doi:10.3358/shokueishi.43.234、ISSN 00156426、NAID 10010405745。